# 관타나모만 해군기지

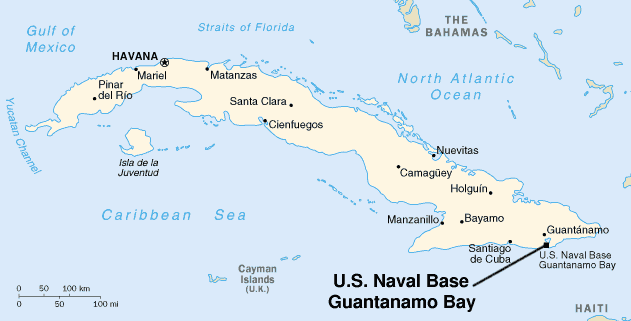
관타나모 기지의 위치가 표시된 쿠바의 지도

관타나모만 해군 기지의 깃발

관타나모만 해군 기지(영어: Guantanamo Bay Naval Base, 스페인어: Base Naval de la Bahía de Guantánamo, 문화어: 관따나모만 해군 기지)는 쿠바 남동쪽 끝부분에 위치한 관타나모만에 위치한 미국의 해군 기지로, 총 면적은 117.6 km2이다. 미국 해군이 점유한 지 1세기가 지났으며, 미국의 해외 기지 중에서도 오래된 곳이다. 또한, 관타나모 해군기지는 미국과 정식 외교 관계가 없는(잠재적 적대 국가의) 국가 내부에 있는 유일한 미군 기지이기도 하다.

## 역사
미국은 아바나항에 정박해 있던 미국 해군의 군함 메인호의 폭발 사건을 빌미로 스페인에 선전포고를 했다. 하지만 미국 의회도서관 2009년 8월 자료에 따르면 1973년 미국 해군이 자체 조사한 내용에서 메인호는 내부 폭발에 따른 침몰이라고 되어 있다. 이렇게 시작된 1898년 미국-스페인 전쟁에서 승리한 미국은 스페인의 식민지였던 쿠바, 괌, 필리핀, 푸에르토리코 등을 점령하였다. 이 전쟁의 결과로 쿠바는 파리 조약에 의해 독립을 이루지만, 곧바로 미군의 군정 하에 들어가게 되고 쿠바의 내정 간섭을 위한 플래트 수정안을 통해 관타나모만 기지를 미국에 영구 임대하기로 조약을 맺었다. 그러나 1959년 쿠바혁명에 의해 피델 카스트로가 정권을 장악하면서 미국과의 관계는 단절되고 관타나모 기지는 분쟁의 씨가 되었다.
피델 카스트로는 관타나모만 미해군기지를 주권침해행위로 보고 미군의 철수를 요구했으나 미국은 이를 거부하고 있다. 쿠바혁명 이전의 협정에 따라 미국은 매년 기지 임대료로 2000달러(당시 기준)에 해당하는 금화를 지불하게 되어 있어 해마다 쿠바 정부에 임대료를 내고 있으나, 쿠바정부는 항의표시로 수납을 거부하고 있다. 하지만 쿠바혁명 이전에 계속, 그리고 이후에 한번 금화를 받았기 때문에 미국은 정당한 조약이라 주장하고 있다. 냉전시기에는 일촉즉발의 지대로 기지 주변에는 DMZ같이 무수한 지뢰밭으로 뒤덮였었으나 빌 클린턴 대통령의 주도로 현재는 모션 센서 등으로 바뀌어 있다. 또한 탈쿠바 난민이나 아이티 난민 등의 수용소를 운영하기도 하였다.
근래에는 9.11 테러 이후 조지 W. 부시 정부가 "테러와의 전쟁"을 선포하면서 테러용의자를 법원의 동의없이 체포, 구금할 수 있는 수용소가 이 기지 내에 설치되어 인권의 사각지대로 국제적인 비판을 받았다. 결국 버락 오바마 미국 대통령은 관타나모만 해군 기지에 위치한 수용소를 폐쇄하라는 행정 명령을 발령했지만 미국 의회의 동의를 받지 못해 실행되지 않았다.
미국은 쿠바정부의 승인없이 국제법을 어기고 불법점유하고 있다.

## 선인장의 장막
선인장의 장막은 관타나모만 해군 기지와 쿠바 영토를 나누는 용어다. 쿠바 혁명 이후 몇몇 쿠바인들은 관타나모만 해군 기지로 망명했다. 1961년 가을, 쿠바의 군부대가 자국민의 미국으로의 망명을 막고자 27km의 국경선 중 북동쪽 부분에 선인장을 심었는데 중화인민공화국의 죽의 장막 및 동구권의 철의 장막에서 그 이름을 본따 선인장의 장막이라는 이름이 붙었다. 무인(無人)지대를 따라 55,000개의 지뢰를 설치했는데 이는 전세계에서 두번째로 가장 큰 지뢰밭이며 서구권에서는 가장 큰 지뢰밭이다. 1996년 5월 16일 미국의 대통령 빌 클린턴은 이를 해체할 것을 지시했고 이에 따라 동작인식기 및 음성 센서로 바뀌었다. 그러나 쿠바 측은 그대로 남아있다.

## 문화에 나타난 관타나모 기지
- 마이클 무어의 식코에 나온다. 이 영화에서 마이클 무어가 관타나모 기지에서 9.11 테러 때 구조요원으로 활동하다가 부상을 당한 사람들의 치료를 요구하지만 거절당하는 장면이 나온다.
- 2009년에 내셔널지오그래픽 채널에서 '논란의 중심 관타나모 수용소를 가다'라는 제목으로 관타나모 수용소와 관타나모 도시모습. 수감실에 갇혀있는 수감자 모습등을 공개했다.

## 같이 보기
- 미국-쿠바 관계
- 파나마 운하 지대
- 툴레 공군기지